# Mami Matsuyama
Mami Matsuyama (松山 まみ Matsuyama Mami?, nascută 19 decembrie 1988)  este un idol japonez, cântăreață, și actriță. Ea a lansat o serie de DVD-uri. Ea este cunoscută pentru rolul ei ca Remi Freedle în Chousei Kantai Sazer-X.

## Filmografie

### Filme
- Chousei Kantai Sazer-X the Movie: Fight! Star Warriors (2005), Remi Freedle
- Kurosagi (2008)[2]

### Televiziune
- Chousei Kantai Sazer-X (2005-2006), Remi Freedle
- Gal Circle (2006), Shiori
- Body Conscious Cop (2007)